# Communauté de communes des Trois Vallées (Haute-Garonne)
Die Communauté de communes des Trois Vallées ist ein ehemaliger französischer Gemeindeverband mit der Rechtsform einer Communauté de communes im Département Haute-Garonne in der Region Okzitanien. Sie wurde am 29. Mai 1996 gegründet und umfasste 21 Gemeinden. Der Verwaltungssitz befand sich im Ort Aspet.

## Historische Entwicklung
Mit Wirkung vom 1. Januar 2017 fusionierte der Gemeindeverband mit
- Communauté de communes du Canton de Saint-Martory sowie
- Communauté de communes du Canton de Salies-du-Salat

und bildete so die Nachfolgeorganisation Communauté de communes Cagire Garonne Salat.

## Ehemalige Mitgliedsgemeinden
1. Arbas
2. Arbon
3. Arguenos
4. Aspet
5. Cabanac-Cazaux
6. Cazaunous
7. Chein-Dessus
8. Couret
9. Encausse-les-Thermes
10. Estadens
11. Fougaron
12. Ganties
13. Herran
14. Izaut-de-l’Hôtel
15. Juzet-d’Izaut
16. Milhas
17. Moncaup
18. Portet-d’Aspet
19. Razecueillé
20. Sengouagnet
21. Soueich